# گرینوود (فلوریدا)
گرینوود (به انگلیسی: Greenwood) شهرکی در شهرستان جکسون ایالت فلوریدا است که در سال ۱۹۲۷ بنیان‌گذاری شده‌است. این شهرک طبق سرشماری سال ۲۰۱۰ میلادی، ۶۸۶ نفر جمعیت داشته و مساحت آن نیز ۱۲٫۴ کیلومتر مربع است.